# 艾莉森·哈格里夫斯
艾莉森·哈格里夫斯（Alison Jane Hargreaves，1962年2月17日—1995年8月13日），英國登山家。 她在1995年獨自攀登珠穆朗瑪峰成功，沒有使用瓶裝氧氣或雪巴人團隊支援。她在一個登山季中獨自成功攀登阿爾卑斯山六大北壁，是史上第一人完成此項壯舉。艾莉森·哈格里夫斯還在尼泊爾攀登6,812 米（22,349 英尺）高的阿瑪達布拉姆峰。
1995年，艾莉森·哈格里夫斯計畫在沒有雪巴幫助的情況下攀登世界上最高的三座山峰—珠穆朗瑪峰、K2和干城章嘉峰。1995年5月13日，她在沒有雪巴人或瓶裝氧氣支援的情況下登上珠穆朗瑪峰；8月13日，她在登頂K2後下山途中被風雪吹落山谷而喪生。

## 家庭
1988年，當她攀登艾格峰北壁時，當時已經懷著第一個孩子湯姆·巴拉德六個月。湯姆·巴拉德後來成為首位在一個冬季獨自攀登阿爾卑斯山六大北壁的登山家，他於2019年在攀登南迦帕爾巴特峰時去世。

## 外部連結
- Alison Hargreaves, The Big Six （页面存档备份，存于） alpinejournal.org.uk
- Salam, Maya. . 14 March 2018  [2021-09-04]. （原始内容存档于2022-04-05） –NYTimes.com. (NYT obituary)